# I Was Happy Here
I Was Happy Here és una pel·lícula britànica de drama del 1966 dirigida per Desmond Davis. Va guanyar la Conquilla d'Or a la millor pel·lícula al Festival Internacional de Cinema de Sant Sebastià 1966. La pel·lícula fou estrenada als Estats Units amb el títol Time Lost and Time Remembered.

## Sinopsi
Cass segueix les llums brillants fins a Londres, però es desil·lusiona ràpidament. Coneix (i es casa) amb el doctor Langdon, però aviat s'adona del seu desig de tornar a casa seva al costat del mar i del seu primer amor, Colin.

## Repartiment
- Sarah Miles - Cass Langdon
- Cyril Cusack - Hogan
- Julian Glover - Dr. Matthew Langdon
- Sean Caffrey - Colin Foley
- Maire Keane - Cambrera
- Eve Belton - Kate
- Cardew Robinson - Enterrador

## Producció
La pel·lícula va ser la primera d'una sèrie de coproducció entre el NFFC i Rank. Originalment es va anomenar Passage of Love.
El rodatge va començar el juny de 1965 amb un rodatge de sis setmanes al comtat de Clare, Irlanda, seguit de tres setmanes a Londres i una setmana més a Irlanda.
La pel·lícula va ser rodada a Lahinch, comtat de Clare i als Estudis Twickenham, Londres.

## Recepció
La pel·lícula va rebre algunes crítiques de suport, però va ser una decepció a taquilla i va perdre diners.

### Recepció crítica
Allmovie va assenyalar "una pel·lícula lleugerament bella i inquietant, poètica, una fràgil peça de cinema que en altres mans podria sortir com a insuportablement preciosa o pretensiosa. Afortunadament, Time és pastat per Desmond Davis, que gestiona el material amb el grau de sensibilitat adequat;" tanmateix, Time Out la va anomenar "Una pel·lícula horriblement pretensiosa i sentimental que encara va aconseguir conservar un grau de poder emocional, amb moments d'intensitat i convicció reals ... La pel·lícula és certament molt millor que la anterior història irlandesa de Davis Girl with Green Eyes (també una adaptació d'Edna O'Brien), però està atrotinat pels terribles trucs de sobreèmfasi que sembla haver après del seu patró Tony Richardson"; mentre que TV Guide pensar que era "lent en el ritme, amb una bella fotografia i un bon funcionament, aquest és un conte ben explicat de desencís i resignació."